# Terence Groothusen
Terence Clyde Leon Groothusen (ur. 16 września 1996 w Amsterdamie) – arubański piłkarz holenderskiego pochodzenia, grający na pozycji środkowego napastnika. W sezonie 2020/2021 występuje w klubie Alemannia Aachen.

## Kariera reprezentacyjna
| Nr. | Przeciwko         | Ranga                 | Data                 | Gole | Wynik (czer. przegrane) |
| --- | ----------------- | --------------------- | -------------------- | ---- | ----------------------- |
| 1   | Gujana            | Liga Narodów CONCACAF | 6 września 2019      | 0    | 0:1                     |
| 2   | Antigua i Barbuda | Liga Narodów CONCACAF | 9 września 2019      | 1    | 2:1                     |
| 3   | Jamajka           | Liga Narodów CONCACAF | 12 października 2019 | 0    | 2:0                     |
| 4   | Jamajka           | Liga Narodów CONCACAF | 15 października 2019 | 0    | 0:6                     |
| 5   | Gujana            | Liga Narodów CONCACAF | 15 listopada 2019    | 0    | 4:2                     |
| 6   | Antigua i Barbuda | Liga Narodów CONCACAF | 18 listopada 2019    | 0    | 2:3                     |